# Dorothea Lyding
Dorothea Lyding (* 12. Februar 1897 in Eschwege; † nach 1950) war eine deutsche Politikerin (Ost-CDU). Sie war von 1946 bis 1950 Landtagsabgeordnete in Sachsen-Anhalt.

## Leben
Lyding war ausgebildete Buchhändlerin. Zwischen 1922 und 1945 war sie Leiterin einer Verlagsabteilung, später wurde sie Sprechstunden- und Operationsgehilfin. Nach dem Zweiten Weltkrieg war sie in Zeitz Mitbegründerin der CDU. Für sie wurde Lyding bei der Landtagswahl in Sachsen-Anhalt 1946 in den Landtag gewählt. Am 10. Oktober 1949 verließ sie aus Protest gegen die Gründung der DDR mit mehreren anderen CDU-Abgeordneten den Plenarsaal, was sie zum Ziel von Anfeindungen machte. Am 19. Dezember 1949 sprach ihr dennoch der Kreisvorstand der CDU Zeitz sein Vertrauen aus. Trotzdem legte sie am 25. Februar 1950 ihr Mandat nieder.